# Flux laminar
Un flux laminar o corrent laminar és un tipus de moviment d'un fluid que està perfectament ordenat, estratificat, suau, de manera que el fluid es mou en làmines paral·leles sense entremesclar si el corrent té lloc entre dos plans paral·lels, o en capes cilíndriques coaxials com, per exemple la glicerina en un tub de secció circular. Se sol oposar al flux turbulent. Es diu que aquest flux és aerodinàmic. En el flux aerodinàmic, cada partícula de fluid segueix una trajectòria suau, anomenada línia de corrent. Les capes no es barregen entre si. El mecanisme de transport és exclusivament molecular.
Es dona en fluids amb velocitats baixes o viscositats altes, quan es compleix que el nombre de Reynolds inferior a 2.300. Més enllà d'aquest número, serà un flux turbulent. La pèrdua d'energia és proporcional a la velocitat mitjana. El perfil de velocitats té forma d'una paràbola, on la velocitat màxima es troba en l'eix del tub i la velocitat és igual a zero a la paret del tub.
La llei de Newton de la viscositat és la que regeix el flux laminar. Aquesta llei estableix la relació existent entre l'esforç tallant i la rapidesa de deformació angular. L'acció de la viscositat pot amortir qualsevol tendència turbulenta que pugui passar en el flux laminar. En situacions que involucrin combinacions de baixa viscositat, alta velocitat o grans cabals, el flux laminar no és estable, el que fa que es transformi en flux turbulent.